# Froilán Casas Ortiz
Froilán Tiberio Casas Ortíz (Chiquinquirá, 21 de mayo de 1948) es un eclesiástico, teólogo y profesor católico colombiano. Fue obispo de Neiva, entre 2012 a 2023.

## Biografía
Froilán Tiberio nació el 21 de mayo de 1948, en el municipio colombiano de Chiquinquirá. Hijo de Estanislado Casas y Carlina Ortíz.
Realizó su formación primaria en el «Liceo de varones de Saboyá», de esa misma ciudad (1-3 curso), y en la «Escuela Fray Martín de Porres» de Villa de Leyva (4-5 curso).
Realizó su formación secundaria y el bachillerato en el Seminario Menor de Tunja (1-4 curso) y en el «Colegio Santo Tomás de Aquino» de Bogotá (5-6 curso).
Al descubrir su vocación religiosa, ingresó al Seminario Conciliar de Tunja, donde  cursó sus estudios eclesiásticos.
Tras realizar estudios en la Universidad Santo Tomás, obtuvo la licenciatura en Filosofía y Ciencias Religiosas. Cuenta con una especialización en Docencia Universitaria, por la misma universidad.
En la Pontificia Universidad Gregoriana, obtuvo una licenciatura en Teología dogmática. También, adelantó los diplomados de Auditores de Calidad e Instructor de Empresas, en el Servicio Nacional de Aprendizaje (SENA).
Posteriormente, en 2011, obtuvo el doctorado en Teología, por la Pontificia Universidad Javeriana, con el trabajo: "De camino hacia una antropología semiótica: la razón teológica del signo".
Es políglota, ya que sabe: español, italiano y francés.

### Sacerdocio
Su ordenación sacerdotal fue el 9 de diciembre de 1972, en Saboyá, a manos del arzobispo Augusto Trujillo Arango; incardinándose en la arquidiócesis de Tunja.
Como sacerdote desempeñó los siguientes ministerios:
- Vicario parroquial de la parroquia de Muzo.
- Vicario parroquial de la Catedral Basílica de Tunja.
- Delegado diocesano de la Pastoral Juvenil y Vocacional.
- Profesor en el Seminario Conciliar de Tunja (1979-1999).
- Capellán del Servicio Nacional de Aprendizaje (SENA), en Tunja (1981-1995).
- Párroco de Santa Bárbara (1986-1996).
- Párroco de la Ermita de San Laureano (1997-2002).
- Director del SENA-Centro Comercio y Servicios Regional de Boyacá.
- Director del SENA Regional de Bogotá.
- Director del Centro de Formación Nacional Colombo-Italiano.
- Capellán del Foyer de Charité «San Pablo» en Bucaramanga (2003-2008).
- Formador del Seminario Conciliar de Tunja (2009-2010).
- Vicario de religiosos de la arquidiócesis de Tunja (2010).
- Rector del Seminario Conciliar de Tunja (2011-2012).

### Episcopado
El 4 de febrero de 2012, el papa Benedicto XVI lo nombró como obispo de Neiva. Fue consagrado el 24 de marzo del mismo año, en la Catedral Basílica de Tunja, a manos del arzobispo Aldo Cavalli. Tomó posesión canónica el 21 de abril siguiente, durante una ceremonia en la Catedral de Neiva.
El 14 de abril de 2023, el papa Francisco aceptó su renuncia, como obispo de Neiva, nombrando como su sucesor a Monseñor Marco Antonio Merchán Ladino, quien se desempeñaba como obispo de Vélez.

## Condecoraciones
- Hijo adoptivo de Pitalito (2018).[7]